# ريتشارد راش
ريتشارد راش (بالإنجليزية: Richard Rush)‏ (و. 1780 – 1859 م) هو محامي، ودبلوماسي من الولايات المتحدة . ولد في فيلادلفيا، بنسيلفانيا . تولى منصب وزير الخزانة الأمريكي (7 مارس 1825–5 مارس 1829)، ووزير الخارجية الأمريكي (10 مارس 1817–22 سبتمبر 1817)، ونائب عام الولايات المتحدة. وهو عضو في الحزب الديمقراطي الأمريكي. كما رافق جون كوينسي آدامز على بطاقة الحزب الجمهوري الوطني في انتخابات عام 1828.
ريتشارد هو ابن بنجامين راش، الطبيب البارز والأب المؤسس، وتخرج من كلية نيوجيرسي في عام 1797 بدأ العمل في مجال القانون. اشتهر راش بمهاراته الشفوية، وعين نائبا عاما لولاية بنسلفانيا في عام 1811. في وقت لاحق من ذلك العام، عينه الرئيس جيمس ماديسون في منصب المراقب المالي للخزانة، وأصبح راش أحد أقرب مستشاري ماديسون خلال حرب 1812. قام ماديسون بترقيته إلى منصب النائب العام للولايات المتحدة في عام 1814. وظل راش في هذا المنصب بعد تولي جيمس مونرو الرئاسة، كما عمل لفترة وجيزة كوزير للخارجية بالنيابة. وأبرم بهذه الصفة معاهدة راش باغوت التي حدّت من التسلح البحري في منطقة البحيرات الكبرى.
عاد جون كوينسي آدامز إلى الولايات المتحدة لتولي منصب وزير الخارجية، وتم تعيين راش سفير البلاد في بريطانيا. في عام 1825، قبل راش عرض آدامز للعمل كوزير للخزانة. سعى آدامز لإعادة انتخابه للرئاسة في عام 1828، واختار راش ليكون نائبه، لكن آدامز خسر الانتخابات الرئاسية أمام أندرو جاكسون. عمل راش بعد الانتخابات كدبلوماسي في مجموعات مختلفة، وساعد في إنشاء مؤسسة سميثسونيان. وعمل سفيرا للبلاد في فرنسا خلال رئاسة جيمس بوك. عاد راش إلى الولايات المتحدة في عام 1849 وتوفي في فيلادلفيا في عام 1859.

## التعليم
تعلم في جامعة برنستون.

## روابط خارجية
- ريتشارد راش على موقع الموسوعة البريطانية (الإنجليزية)
- ريتشارد راش على موقع إن إن دي بي (الإنجليزية)